# Adélaïde de Montferrat
Pour les articles homonymes, voir Adélaïde.
Adélaïde del Vasto (Adelasia ou Azalaïs) (vers 1075-1118) est une comtesse sicilienne devenue reine de Jérusalem appartenant à la grande famille des Alérame (en italien Aleramici). Elle est fille de Manfred, marquis de Savone (?-1079) et d'Agnès de Vermandois. Elle est la nièce de Boniface del Vasto, marquis de Savone. Ses frères sont ancêtres des marquis de Saluces, Savone, Ceva et Lancia.
Par son mariage en 1089 avec le Normand Roger de Hauteville, elle devient comtesse de Sicile et, à la mort de son mari en 1101, elle assure la régence de ses fils jusqu'en 1112. Elle est la mère du comte Simon de Sicile et du futur roi Roger II de Sicile, fondateur de la monarchie sicilienne.
Veuve en 1101, et encore jeune, elle se remarie, en septembre 1113, avec Baudouin de Boulogne, roi de Jérusalem, avec la promesse que Roger II hériterait du royaume de Jérusalem. Mais Baudouin avait, pour se marier, répudié sa précédente épouse et le Saint-Siège annula finalement le mariage en 1117. Adélaïde fut alors renvoyée en Sicile, ce qui provoqua la colère de son fils.
Adélaïde mourut le 16 avril 1118 et fut ensevelie dans la cathédrale de Patti.

## Débat sur ses origines familiales
Ses origines familiales font l'objet de controverse entre les généalogistes. Déjà le Normand Ordéric Vital la disait avec erreur filia Bonefacii Liguris. Les historiens donnent cependant crédit à Geoffroi Malaterra, chroniqueur du comte Roger Ier de Sicile et de son frère Robert Guiscard : neptem Bonifacii, famosissimi Italorum marchionis, filiam videlicet fratris eius. Selon les chroniques siciliennes, Adélaïde aurait été spoliée de ses biens par son oncle Boniface del Vasto et aurait fui avec ses frères et sœurs en Sicile. Le roi, qui épouse une pauvre orpheline, ne pourrait être cependant que légendaire. Il semble plus vraisemblable qu'après la mort en 1079 de Manfred del Vasto, père d'Adélaïde, et d'Anselme, frère de Manfred, Boniface soit devenu tuteur d'Adélaïde et aurait arrangé son mariage en 1089 (ce serait pour cela qu'Ordéric Vital l'indique comme son père). Pour le mariage, il aura été versé une importante dot, en plus de rapports commerciaux, militaires et diplomatiques entre les Aleramici et les Normands d'Italie du Sud et de Sicile. Toutefois, selon la loi salique, suivie par les Aleramici del Vasto, la terre était propriété (souvent indivisible) des seuls enfants masculins ; Adélaïde ne pouvait donc avoir en dot des terres féodales, et ceci pourrait expliquer la légende de sa spoliation. De même, son frère Éric apparait en 1097 avec Boniface dans une donation de Ferrania dans le territoire de Savone, démontrant ainsi que ses droits héréditaires sont encore en vigueur.